# كارلوس مانويل ريفيرا
كارلوس مانويل ريفيرا (بالإنجليزية: Carlos Manuel Rivera)‏ (1978 - ) هو ملاكم أمريكي، صنّف ضمن فئة وزن الريشة ‏.

## روابط خارجية
- كارلوس مانويل ريفيرا على موقع بوكس ريك (الإنجليزية) (registration required)